# Wings of Lebanon
Wings of Lebanon var ett libanesiskt flygbolag som grundades år 2006. Bolaget var privatägt och ägnade sig främst åt charterverksamhet. I Wings of Lebanons flygflotta fanns det Boeing 737-700. Tidigare flögs det med Airbus A320. Wings of Lebanon hade sin bas vid Beirut-Rafic Hariris internationella flygplats. Flygbolaget bannlystes den 14 juni 2018 från att flyga inom EU:s:s gränser, men restriktionerna lyftes den 15 maj 2019.

## Destinationer
Wings of Lebanon opererade på följande rutter:
Georgien
- Tbilisi - Tbilisi International Airport (säsong)[7]

Grekland
- Korfu - Korfus internationella flygplats (säsong)
- Mykonos - Mykonos internationella flygplats (säsong)

Libanon
- Beirut - Rafic Hariri International Airport (huvudflygplats/hub)

Sverige
- Stockholm - Stockholm Arlanda Airport (säsong)

Turkiet
- Antalya - Antalya Airport (säsong)
- İzmir - Adnan Menderes flygplats
- Dalaman - Dalamans flygplats

Tyskland
- Berlin - Berlin Schönefeld Airport
- Düsseldorf - Düsseldorfs flygplats

## Bildgalleri

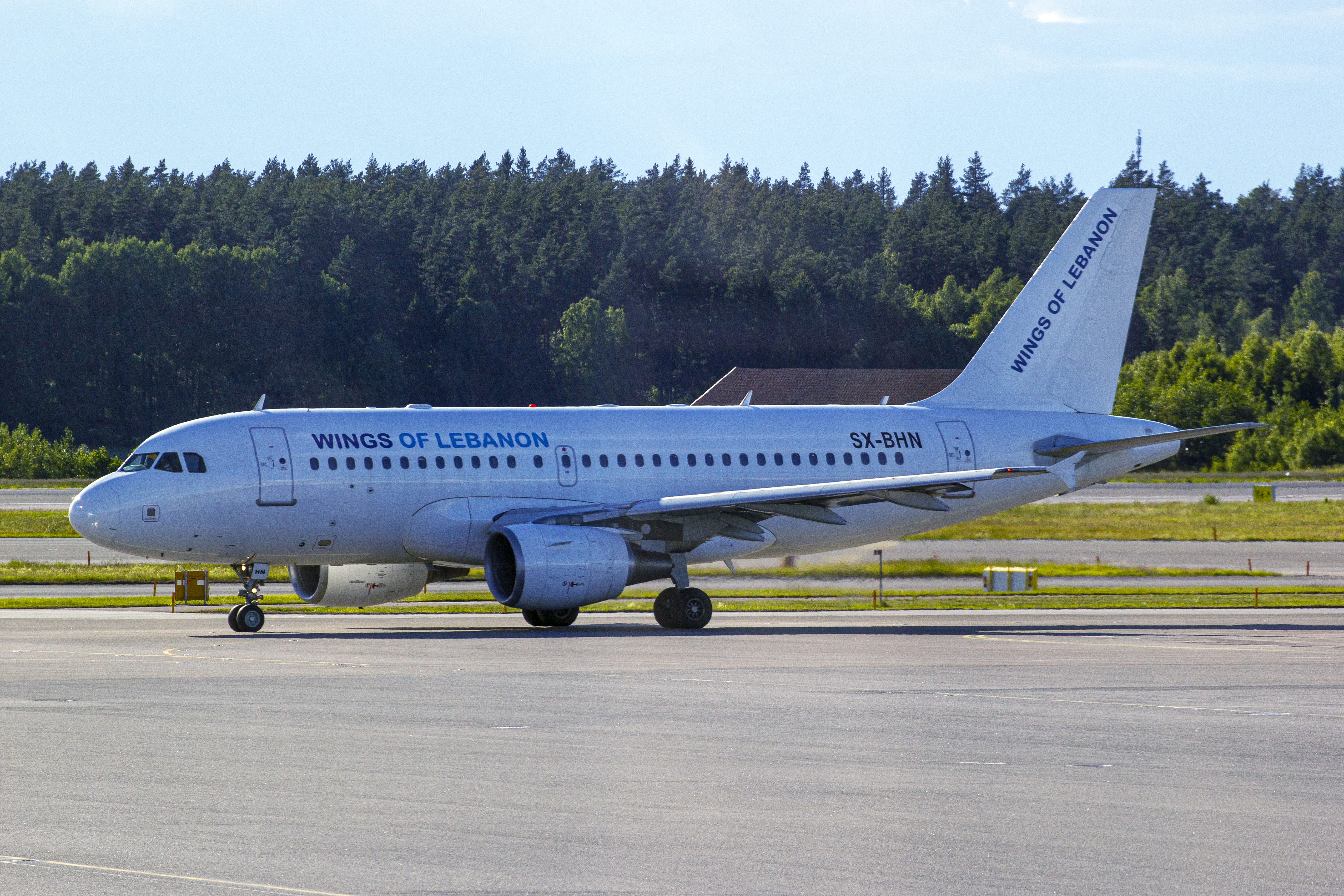
Ett Wings of Lebanon-plan av typen Airbus A319 på Arlanda flygplats, 2017.
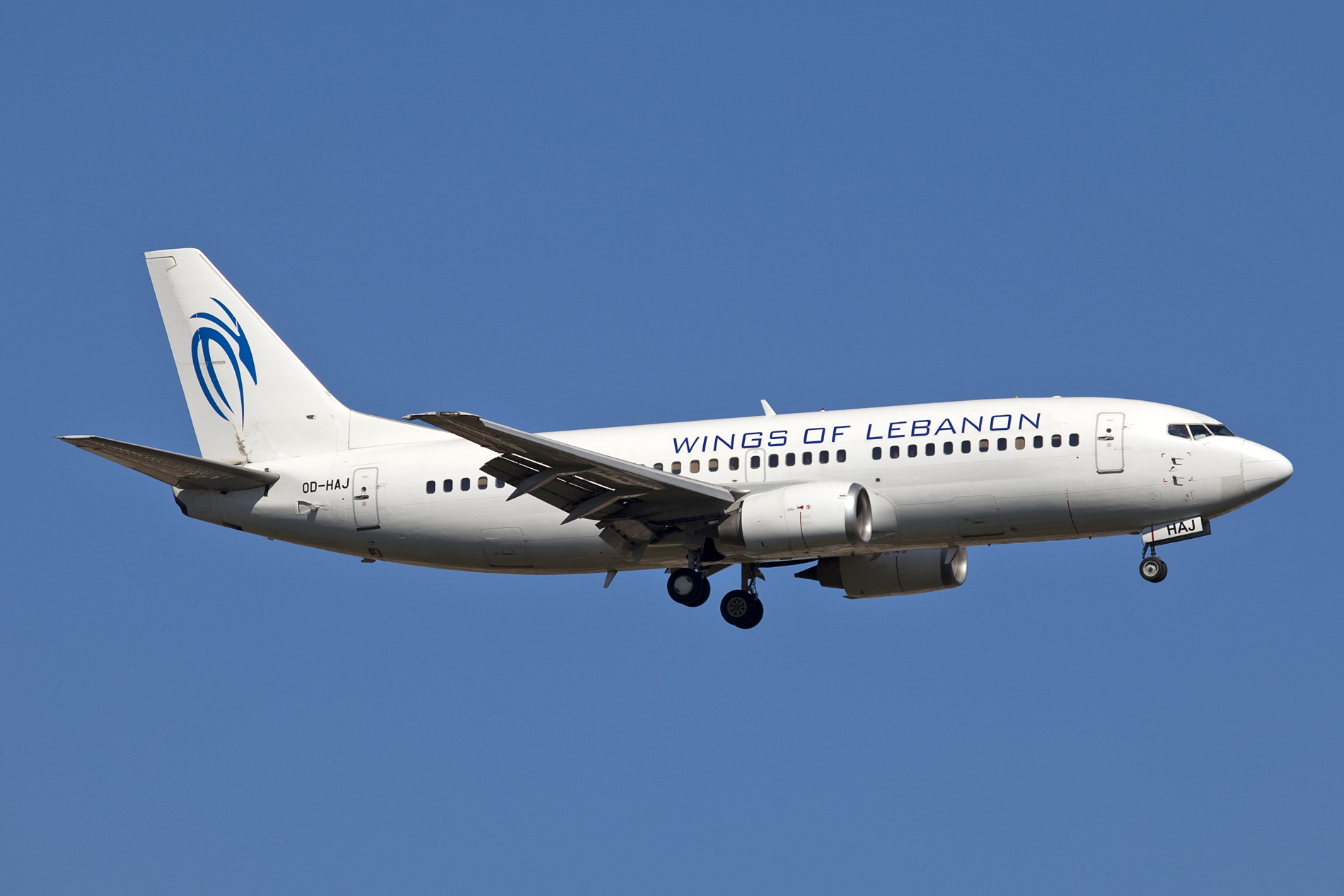
Ytterligare ett Wings of Lebanon-plan, men med modellen Boeing 737, ovanför Antalya 2012.